# Nathalie Lemel
Nathalie Lemel, född 1827 i Brest, död 1921, var en fransk anarkist och feminist. Hon är känd för sitt deltagande i Pariskommunen, där hon 1871 grundade en feministorganisation tillsammans med Elisabet Dmitrieff kallad Union des femmes pour la défense de Paris et les soins aux blessés.